# Napad na Kreditbanken w Sztokholmie
Napad na Kreditbanken w Sztokholmie (szw. Norrmalmstorgsdramat) – wydarzenia, które miały miejsce przy placu Norrmalmstorg w Sztokholmie w sierpniu 1973 roku i były pierwszym przestępstwem w Szwecji, które zostało pokazane na żywo w telewizji. Incydent jest najbardziej znany jako źródło terminu syndrom sztokholmski.
Jan-Erik Olsson był skazanym przestępcą, który zniknął podczas przepustki z więzienia, a następnie napadł na siedzibę Kreditbanken, biorąc czterech zakładników. Podczas negocjacji, które nastąpiły później, szwedzki minister sprawiedliwości Lennart Geijer pozwolił, aby były współwięzień i przyjaciel Olssona, Clark Olofsson, został przewieziony z więzienia do banku. Chociaż Olofsson również był wieloletnim przestępcą, uznano za mało prawdopodobne, aby był w zmowie z Olssonem. Według popularnej wersji wydarzeń zakładnicy nawiązali specyficzną relację ze swoimi porywaczami i odmówili współpracy z policją. Jednak argumentowano również, że zakładnicy po prostu nie ufali policji, biorąc pod uwagę jej gotowość do ryzykowania życiem zakładników. Policja przeprowadziła w końcu atak gazem łzawiącym pięć dni po rozpoczęciu kryzysu, a przestępcy się poddali.
Olsson został skazany na 10 lat więzienia za napad, a Olofsson został ostatecznie uniewinniony. Niespodziewanie zachowanie zakładników doprowadziło do znacznego zainteresowania środowisk naukowych i opinii publicznej tą sprawą, w tym do powstania szwedzkiego filmu telewizyjnego z 2003 roku zatytułowanego Norrmalmstorg, kanadyjskiego filmu z 2018 roku pt. Sztokholm i szwedzkiego serialu telewizyjnego Clark z 2022 roku.

## Napad
Jan-Erik Olsson przebywał na przepustce z więzienia 23 sierpnia 1973 roku, kiedy wszedł do siedziby Kreditbanken przy placu Norrmalmstorg w Sztokholmie i próbował go obrabować. Niedługo potem powiadomiono szwedzką policję, która przybyła na miejsce zdarzenia. Jeden z funkcjonariuszy, Ingemar Warpefeldt, doznał obrażeń ręki, gdy Olsson otworzył do niego ogień, podczas gdy innemu policjantowi kazano usiąść na krześle i zaśpiewać piosenkę. Olsson wziął następnie jako zakładników czterech pracowników banku: Birgittę Lundblad, Elisabeth Oldgren, Kristin Enmark i Svena Säfströma. Zażądał, aby został tam przyprowadzony jego przyjaciel Clark Olofsson, wraz z trzema milionami koron szwedzkich, dwoma pistoletami, kamizelkami kuloodpornymi, hełmami i fordem mustangiem.
Olsson został początkowo błędnie zidentyfikowany jako Kaj Hansson, inny zbiegły więzień, który specjalizował się w napadach na banki. Olsson był recydywistą, który dokonał kilku zbrojnych napadów i aktów przemocy, pierwszego, gdy miał 16 lat.
Rząd zezwolił na sprowadzenie Olofssona jako łącznika pomiędzy porywaczem a policyjnymi negocjatorami. Zakładniczka Kristin Enmark powiedziała, że czuje się bezpiecznie z Olssonem i Olofssonem, ale obawia się, że policja może zaostrzyć sytuację, stosując brutalne metody. Olsson i Olofsson zabarykadowali główne pomieszczenie, w którym przetrzymywali zakładników. Negocjatorzy zgodzili się, że mogą dostać samochód, aby uciec, ale nie pozwolą im zabrać ze sobą zakładników.
Olsson zadzwonił do szwedzkiego premiera Olofa Palmego i powiedział, że zabije zakładników, a swoją groźbę potwierdził, chwytając jednego z nich za szyję. Słychać było, jak krzyczy, gdy się rozłącza. Następnego dnia zakładniczka Kristin Enmark zadzwoniła do Palmego i powiedziała, że jest niezadowolona z jego postawy i poprosiła go, aby pozwolił porywaczom i zakładnikom odejść.
Olofsson chodził pomiędzy zakładnikami i śpiewał Killing Me Softly Roberty Flack. 26 sierpnia policja wywierciła dziurę w suficie pomieszczenia z zakładnikami z mieszkania znajdującego się wyżej i wykonała szeroko rozpowszechnione zdjęcie zakładników z Olofssonem. Olsson dwukrotnie oddał strzał w dziurę i zranił policjanta w rękę oraz twarz.
Olsson groził, że zabije zakładników, jeśli zostanie podjęta próba ataku gazem. Niemniej jednak 28 sierpnia policja użyła gazu łzawiącego, a Olsson i Olofsson poddali się po godzinie. Żaden z zakładników nie odniósł trwałych obrażeń.

## Następstwa
Zarówno Olsson, jak i Olofsson zostali skazani, przy czym Olofsson został skazany na przedłużoną karę więzienia za napad. Twierdził, że nie pomógł Olssonowi, a jedynie próbował uratować zakładników, utrzymując sytuację w spokoju. Ostatecznie został uniewinniony przez Sąd Apelacyjny w Svea i odsiedział tylko resztę swojego poprzedniego wyroku. Spotkał się z zakładniczką Kristin Enmark kilka razy, a ich rodziny się zaprzyjaźniły. Wcześniej popełnił kilka innych przestępstw.
Olsson został skazany na 10 lat więzienia. Otrzymał wiele listów z wyrazami podziwu od kobiet, które uważały go za atrakcyjnego. Później zaręczył się z kobietą, która wbrew temu, co twierdzą niektóre opracowania na temat napadu, nie była jedną z byłych zakładniczek. Po uwolnieniu zarzucano mu popełnienie kolejnych przestępstw. Po dziesięciu latach ucieczki przed szwedzkimi władzami za domniemane przestępstwa finansowe, w 2006 roku Olsson sam zgłosił się na policję, by dowiedzieć się, że zarzuty przeciwko niemu uległy przedawnieniu.
Zakładnicy stanęli w obronie swoich porywaczy, co doprowadziło do zainteresowania środowisk naukowych tą sprawą. Szwedzki termin Norrmalmstorgssyndromet (dosłownie „syndrom Norrmalmstorg”), później bardziej znany jako syndrom sztokholmski, został wymyślony przez kryminologa Nilsa Bejerota. Zakładnicy, mimo że byli zastraszani przez Olssona, nigdy nie stali się agresywni wobec policji ani wobec siebie nawzajem.
W 1996 roku Jan-Erik Olsson przeprowadził się do północno-wschodniej Tajlandii wraz z żoną i synem, wrócił do Szwecji w 2013 roku. Autobiografia Olssona pt. Stockholms-syndromet została opublikowana w Szwecji w 2009 roku.

## W kulturze popularnej
Film telewizyjny Norrmalmstorg z 2003 roku, wyreżyserowany przez Håkana Lindhé, jest luźno oparty na wydarzeniach z 1973. Fikcyjna wersja napadu została opowiedziana w Sztokholmie, kanadyjskim filmie z 2018 roku wyreżyserowanym przez Roberta Budreau.
Na podcaście Criminal ukazała się rozmowa z Olofssonem o napadzie na Norrmalmstorg w odcinku pt. Hostage.
W 2022 roku Netflix wyprodukował sześcioodcinkowy serial Clark, wyreżyserowany przez Jonasa Åkerlunda, z Billem Skarsgårdem w roli Clarka Olofssona.